# Вестлейк-Гледстоун
Вестлейк-Гледстоун (англ. WestLake-Gladstone) — муніципалітет в Канаді, у провінції Манітоба.

## Населення
За даними перепису 2016 року, муніципалітет нараховував 3154 жителів, показавши зростання на 2,8%, порівняно з 2011-м роком. Середня густина населення становила 1,7 осіб/км².
З офіційних мов обидвома одночасно володіли 45 жителів, тільки англійською — 3 060, тільки французькою — 5, а 40 — жодною з них. Усього 905 осіб вважали рідною мовою не одну з офіційних, з них 30 — одну з корінних мов, а 15 — українську.
Працездатне населення становило 67,9% усього населення, рівень безробіття — 3,9% (2,7% серед чоловіків та 5,2% серед жінок). 71,2% були найманими працівниками, 27% — самозайнятими.
Середній дохід на особу становив $38 952 (медіана $29 751), при цьому для чоловіків — $44 653, а для жінок $33 345 (медіани — $32 973 та $25 173 відповідно).
28% мешканців мали закінчену шкільну освіту, не мали закінченої шкільної освіти — 32,1%, 39,9% мали післяшкільну освіту, з яких 23,6% мали диплом бакалавра, або вищий.
| Статево-вікова структура населення | Статево-вікова структура населення | Статево-вікова структура населення | Статево-вікова структура населення | Статево-вікова структура населення |
| ---------------------------------- | ---------------------------------- | ---------------------------------- | ---------------------------------- | ---------------------------------- |
|                                    |                                    |                                    |                                    |                                    |
| Всього                             | Всього                             | 50,2%49,8%                         |                                    |                                    |
| 0 — 14 років                       | 0 — 14 років                       |                                    | 20,2%                              | 20,2%                              |
| 15 — 64 років                      | 15 — 64 років                      |                                    | 58,9%                              | 58,9%                              |
| 65 і більше                        | 65 і більше                        |                                    | 21%                                | 21%                                |
| 85 і більше                        | 85 і більше                        |                                    | 4,1%                               | 4,1%                               |
| Середній вік (років)               | Середній вік (років)               | 41,441,9                           | 41,7                               | 41,7                               |
| Медіана (років)                    | Медіана (років)                    | 43,242,9                           | 43,0                               | 43,0                               |
| — чоловіки — жінки                 |                                    |                                    |                                    |                                    |

| Походження мешканців:     | Походження мешканців:     | Походження мешканців: | Походження мешканців: | Походження мешканців: |
| ------------------------- | ------------------------- | --------------------- | --------------------- | --------------------- |
| Походження                |                           |                       | осіб                  | %                     |
| Корінні американці        | Корінні американці        |                       | 365                   | 14.43%                |
| Інше північноамериканське | Інше північноамериканське |                       | 690                   | 27.27%                |
| Європейське               | Європейське               |                       | 1 865                 | 73.72%                |
| британське                | британське                |                       | 1 115                 | 44.07%                |
| французьке                | французьке                |                       | 205                   | 8.1%                  |
| українське                | українське                |                       | 165                   | 6.52%                 |
| Латинськоамериканське     | Латинськоамериканське     |                       | 10                    | 0.4%                  |
| Африканське               | Африканське               |                       | 10                    | 0.4%                  |
| Азійське                  | Азійське                  |                       | 115                   | 4.55%                 |

| Зайнятість населення за галузями (за класифікацією NOC): | Зайнятість населення за галузями (за класифікацією NOC): | Зайнятість населення за галузями (за класифікацією NOC): | Зайнятість населення за галузями (за класифікацією NOC): | Зайнятість населення за галузями (за класифікацією NOC): |
| -------------------------------------------------------- | -------------------------------------------------------- | -------------------------------------------------------- | -------------------------------------------------------- | -------------------------------------------------------- |
|                                                          |                                                          |                                                          |                                                          |                                                          |
| Управління                                               | Управління                                               |                                                          | 23,2%                                                    | 23,2%                                                    |
| Бізнес, фінанси та адміністрування                       | Бізнес, фінанси та адміністрування                       |                                                          | 9,8%                                                     | 9,8%                                                     |
| Природничі та прикладні науки                            | Природничі та прикладні науки                            |                                                          | 2,5%                                                     | 2,5%                                                     |
| Охорона здоров'я                                         | Охорона здоров'я                                         |                                                          | 8,3%                                                     | 8,3%                                                     |
| Освіта, правозахист, муніципальні та урядові служби      | Освіта, правозахист, муніципальні та урядові служби      |                                                          | 13%                                                      | 13%                                                      |
| Мистецтво, культура, відпочинок та спорт                 | Мистецтво, культура, відпочинок та спорт                 |                                                          | 1,1%                                                     | 1,1%                                                     |
| Роздрібна торгівля та послуги                            | Роздрібна торгівля та послуги                            |                                                          | 14,9%                                                    | 14,9%                                                    |
| Гуртова торгівля, транспорт та обладнання                | Гуртова торгівля, транспорт та обладнання                |                                                          | 14,9%                                                    | 14,9%                                                    |
| Природні ресурси, сільське господарство                  | Природні ресурси, сільське господарство                  |                                                          | 8,7%                                                     | 8,7%                                                     |
| Виробництво                                              | Виробництво                                              |                                                          | 4,3%                                                     | 4,3%                                                     |

## Населені пункти
До складу муніципалітету входить індіанська резервація Сенді-Бей 5, а також хутори, інші малі населені пункти та розосереджені поселення.

## Клімат
Середня річна температура становить 2,3°C, середня максимальна – 23,5°C, а середня мінімальна – -24,2°C. Середня річна кількість опадів – 525 мм.
| Клімат поселення                              | Клімат поселення | Клімат поселення | Клімат поселення | Клімат поселення | Клімат поселення | Клімат поселення | Клімат поселення | Клімат поселення | Клімат поселення | Клімат поселення | Клімат поселення | Клімат поселення | Клімат поселення |
| Показник                                      | Січ.             | Лют.             | Бер.             | Квіт.            | Трав.            | Черв.            | Лип.             | Серп.            | Вер.             | Жовт.            | Лист.            | Груд.            |                  |
| Середній максимум, °C                         | −12              | −8,3             | −1,42            | 8,84             | 16,79            | 22,50            | 23,50            | 22,80            | 17,00            | 10,21            | 0,19             | −9,78            |                  |
| Середня температура, °C                       | −18,1            | −14,38           | −7,52            | 2,74             | 10,68            | 16,40            | 19,10            | 18,40            | 12,60            | 5,80             | −4,21            | −14,19           |                  |
| Середній мінімум, °C                          | −24,19           | −20,47           | −13,63           | −3,35            | 4,58             | 10,30            | 14,71            | 14,01            | 8,20             | 1,42             | −8,62            | −18,59           |                  |
| Норма опадів, мм                              | 22               | 17               | 28               | 31               | 59               | 84               | 77               | 63               | 51               | 40               | 27               | 26               |                  |
| Середньомісячна швидкість вітру, м/с          | 4.10             | 4.00             | 4.12             | 4.40             | 4.40             | 3.90             | 3.50             | 3.60             | 4.10             | 4.40             | 4.30             | 4.10             |                  |
| Середньомісячна сонячна радіація, кДж/м²·день | 4115             | 7484             | 12658            | 17195            | 20129            | 21416            | 21876            | 18541            | 12709            | 7591             | 4183             | 3116             |                  |
| --------------------------------------------- | ---------------- | ---------------- | ---------------- | ---------------- | ---------------- | ---------------- | ---------------- | ---------------- | ---------------- | ---------------- | ---------------- | ---------------- | ---------------- |
| Джерело:                                      |                  |                  |                  |                  |                  |                  |                  |                  |                  |                  |                  |                  |                  |